# Modding

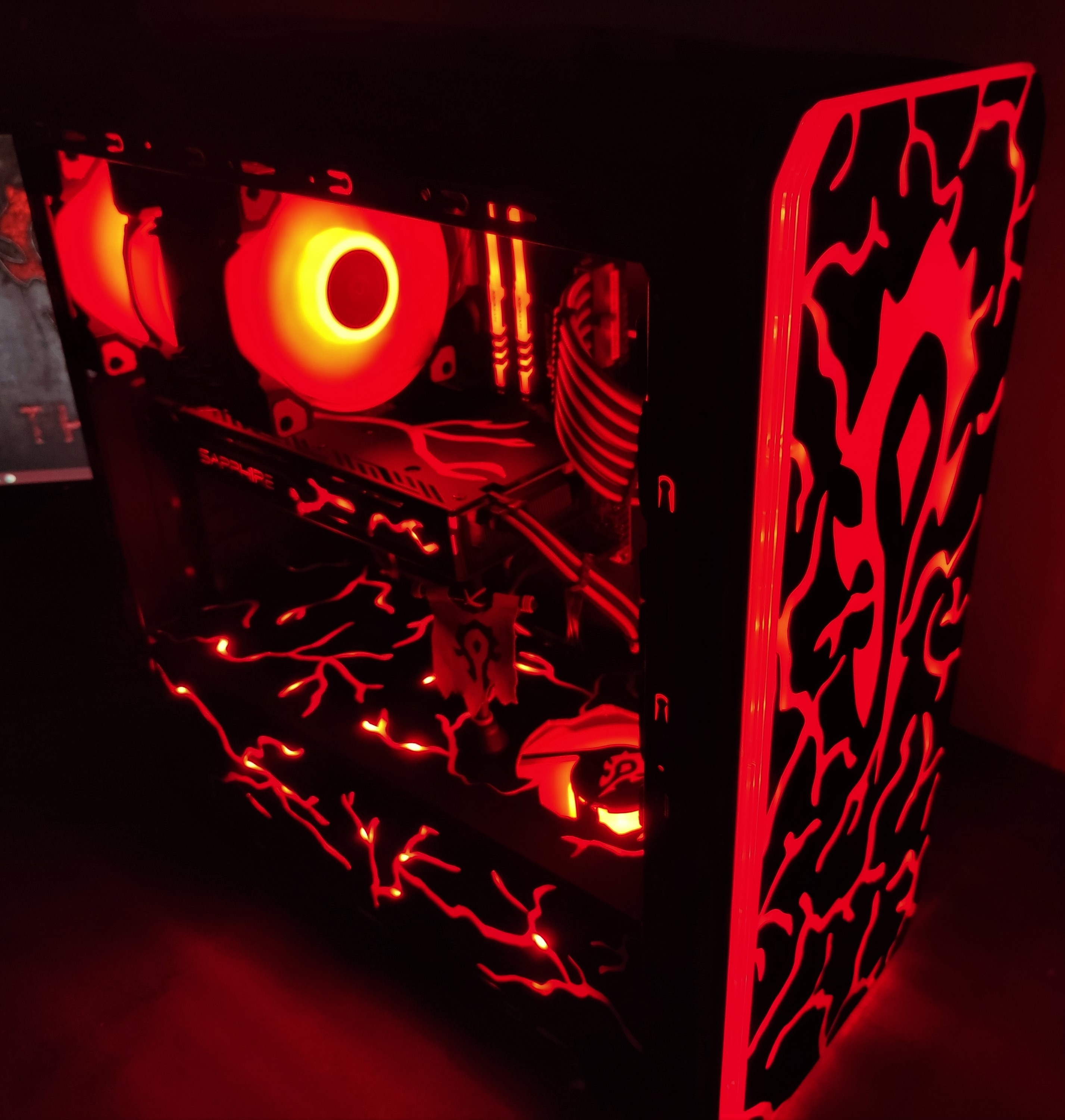

El modding, concepto derivado de la palabra inglesa modify («modificar»), es el arte o técnica de modificar estética o funcionalmente partes de un ordenador, ya sea la caja, ratón, teclado o monitor, pero también otros dispositivos relacionados como pueden ser las consolas. 
Puede referirse tanto a las modificaciones al hardware como al software de las mismas, aunque este último también puede llamarse chipping. A todo aficionado a realizar modificaciones se le llama modder. Sin embargo, la palabra modding se suele usar para las modificaciones realizadas a un PC o a algo relacionado con él, como son los periféricos, accesorios e incluso muebles que lo rodean.

## Computadoras

### Hardware
El modding en estos últimos años ha cobrado fuerza en el sector de los PC destinados a jugar, aquellas computadoras con componentes que le dan buena potencia para poder jugar a cualquier videojuego. En estos equipos los dueños se dejan llevar por su imaginación para hacer que ese PC sea diferente al del resto de jugones.

### Software
El modding es también una adaptación a las diferentes técnicas que usa un programador, ya sea para depurar un videojuego o un emulador de ordenador, añadiendo o quitando lo que el usuario desee, esta práctica puede ser ilegal si dicho usuario tiene copia pirata, la modifica y la vende. Los modders son personas no muy conocidas si se habla de un modificador de software las herramientas más comunes de un modder (de software) son:
- Un editor hexadecimal.
- Editor de imágenes (para las texturas o archivos de imagen).
- Herramientas adicionales creadas por otros programadores modders.
- Un depurador, p. ej. Cheat Engine.

## Historia
Uno de los primeros casos conocidos fue cuando el estudiante del Massachusetts Institute of Technology, Andrew Huang, publicó un informe de 15 páginas, explicando cómo, en tres semanas, había modificado el Xbox de Microsoft para, entre otras cosas, poder utilizarlo para ejecutar otros sistemas operativos.

## Aspectos legales
En 2004, y basándose en la nueva directiva europea sobre derechos de autor que se acababa de introducir en el Reino Unido, Sony ganó un pleito contra David Bell, acusándole de vender chips modificados para la Sony PlayStation 2. Tales chips permitían el uso de copias pirateadas de los videojuegos. No fue la primera vez que los tribunales dictaron en este sentido, ya que poco antes, Sony había también ganado un pleito parecido en Bélgica. Sin embargo, en Italia un juez había desestimado la queja de Sony sobre la base de que el dueño de una consola podría hacer con ella lo que querría. Asimismo, en España tampoco se consideraba ilegal el uso de dichos chips.
En 2005, también en el Reino Unido, un hombre fue condenado por vender, a través de su sitio web, consolas Xbox modificadas con un disco duro de 200GB y 80 juegos preinstalados.

## Las modificaciones más comunes
Entre las muchas submodalidades del modding, está el overclocking, una técnica que aumenta la velocidad de frecuencia de reloj. Otras técnicas incluyen:
- Construcción de ventanas para hacer visible el interior o conseguir un efecto estético (con metacrilato).
- Sustitución de diodos led por otros más potentes o cátodos fríos de diferentes colores.
- Sustitución de cables IDE por Cables IDE redondeados o reactivos al UV (mejoran la refrigeración de la caja).
- Pintado interior o exterior (incluidos componentes electrónicos).
- Construcción de tubos de ventilación blowholes (entradas o salidas de aire con ventiladores de fácil acceso).
- Colocación de ventiladores para mejorar la refrigeración de los componentes electrónicos.
- Colocación de un BayBus externo (controlador de los ventiladores que hay en el interior de la torre).
- Colocación de elementos de iluminación interior y a veces exterior.
- Construcción de elementos para monitorizar las temperaturas de los componentes electrónicos o controlar la velocidad de los ventiladores (Baybus, Fanbus, Rheobus).
- Sustitución total o parcial de los elementos de refrigeración convencional por elementos de refrigeración silenciosa o pasiva, refrigeración líquida o la más reciente refrigeración por evaporación. Esta última es conocida, actualmente, como caloductos.
- Construcción o colocación de algún elemento original que le dará el estilo único (rejillas, bordados, logotipos, etc).

## Consecuencias
En general, los modders más expertos son los que tienen más de una computadora en sus casas, están acostumbrados a trabajar con múltiples ordenadores casi a la vez. Esto en parte es cierto, no hay que arriesgarse innecesariamente, pero hay que tener algunos cuidados al momento de hacer una modificación. Los menos arriesgados son en los que el periférico que queremos agregar no lo debemos construir y sólo debemos agregarlo, conectarlo y listo.
Esta afición no solamente brinda mejoras estéticas al ordenador, sino también, entrega características adicionales.
Algunos beneficios de este "arte moderno" son la mejor ventilación y disipación del calor en el caso de la implementación de "blowholes" que permiten una circulación de aire mayor, reduciendo notoriamente la temperatura de los componentes como el procesador, el procesador gráfico, el chipset, la memoria, los discos duros, la placa madre y todos los componentes internos del ordenador, garantizando un funcionamiento más estable y duradero.
También se pueden hacer modificaciones a casi todos los componentes del ordenador. Inclusive se pueden crear paneles frontales con indicadores de temperatura electrónicos digitales y análogos y reguladores de velocidad para los ventiladores, también luces o ledes sensibles al sonido (Vúmetros) y otras curiosidades.

## Herramientas demodding
Entre las herramientas que un modder utiliza destacan:
- Minitaladro, también conocido como Dremel, es una herramienta multifunción que consta de un motor con una abertura a la cual se le puede poner diferentes accesorios para cortar, lijar, pulir, abrillantar etc.
- Taladro, ideal para realizar agujeros.
- Caladora. Ayuda a hacer cortes, tanto en metacrilato como en metal.
- Lijadora automática.
- Sierra circular de mano, se utiliza para cortar rápidamente metal o metacrilato. Es una herramienta tosca.
- Sierra de marquetería para cortar madera y metacrilato.
- Plegadora, para doblar metal.
- Limas, su principal función es limpiar y pulir los cortes.
- Decapadora de pintura  o pistola de calor, se utiliza para doblar metacrilato y para aplicar fundas termoretráctiles.
- Pistola termofusible, con la que se recubren conexiones eléctricas y se unen diferentes materiales
- Destornilladores, con los que montar y desmontar todas las partes del equipo.
- Cinta termoretactil o aislante con la que se asegura toda la electrónica
- Soldador para realizar todos los empalmes y demás cosas
- Alicates y cúter para cortar los cables.
- Un aerógrafo o espráis con los que se pintan las diferentes partes modificadas.

## Materiales
Lo más habitual es que un modder utilice metacrilato o también llamado acrílico para realizar ventanas, cajas, carcasas etc. Pero hoy en día no resulta extraño ver modificaciones que contienen madera, fibra de vidrio, o aluminio. En cuanto a las pinturas más utilizadas suelen ser pinturas específicas para materiales plásticos, o en caso de que la carcasa sea de madera se suelen utilizar disolventes para darle un acabado muy notable. También es muy notable la utilización de cobre para hacer los bloques de la refrigeración líquida.